# Sadakatsiz
Sadakatsiz è un serial televisivo drammatico turco composto da 60 puntate suddivise in due stagioni, trasmesso su Kanal D dal 7 ottobre 2020 al 25 maggio 2022. È un libero adattamento della serie televisiva britannica del 2015 Doctor Foster.

## Trama

### Prima stagione
La dottoressa Asya vive una vita pacifica e felice a Tekirdağ con suo marito Volkan e suo figlio Ali. Questa situazione cambia quando scopre che suo marito ha una relazione con una giovane donna di nome Derin da due anni. Asya deve scegliere tra salvare il suo matrimonio o vendicarsi del marito infedele.

### Seconda stagione
Asya, sopravvissuta all'incidente con Derin, si è lasciata alle spalle la vita a Tekirdağ e si è trasferita a Istanbul.

## Episodi
| Stagione         | Episodi | Prima TV Turchia | Prima TV Italia |
| ---------------- | ------- | ---------------- | --------------- |
| Prima stagione   | 31      | 2020-2021        | inedita         |
| Seconda stagione | 29      | 2021-2022        | inedita         |

## Personaggi e interpreti

### Personaggi principali
- Asya Yılmaz (episodi 1-60), interpretata da Cansu Dere. È l'ex moglie di Volkan, madre di Ali ed è una dottoressa.
- Volkan Arslan (episodi 1-60), interpretato da Caner Cindoruk. È l'ex marito di Asya e Derin, padre di Ali e Zeynep ed è un architetto.
- Derin Güçlü (episodi 1-60), interpretata da Melis Sezen. È la figlia di Haluk e Gönül, sorella maggiore di Demir, sorellastra di Selçuk, ex moglie di Volkan e madre di Zeynep. Ha dei sentimenti di odio nei confronti di Asya.
- Aras Ateşoğlu (episodi 32-51), interpretato da Berkay Ateş. È un uomo rimasto gravemente ferito in un incidente che ha avuto mentre si recava al matrimonio di Asya, che gli ha anche ha salvato la vita. Dopo aver lasciato l'Asia, torna in Inghilterra.

## Produzione
La serie è diretta da Neslihan Yeşilyurt e Benal Tairi e prodotta da Medyapım e Mednova.

### Riprese
Le riprese sono state effettuate nelle città di Tekirdağ, Istanbul e Smirne.

## Distribuzione
In Turchia la serie è andata in onda su Kanal D dal 7 ottobre 2020 al 25 maggio 2022: la prima stagione è stata trasmessa dal 7 ottobre 2020 al 2 giugno 2021, mentre la seconda stagione dal 29 settembre 2021 al 25 maggio 2022.

## Riconoscimenti
- Pantene Golden Butterfly Awards
  - 2021: Candidatura come Miglior serie televisiva per Sadakatsiz[14]
  - 2021: Candidatura come Miglior attrice a Cansu Dere[14]
  - 2021: Candidatura come Miglior attore a Caner Cindoruk[14]
  - 2021: Candidatura come Miglior attore bambino ad Alp Akar[14]
  - 2021: Candidatura come Miglior regista a Neslihan Yeşilyurt[14]
  - 2021: Candidatura come Miglior sceneggiatura a Kemal Hamamcıoğlu e Dilara Pamuk[14]
  - 2021: Candidatura come Miglior musica a Cem Öget[14]